# Золотоволосый пингвин
Золотоволосый пингвин, или златовласый пингвин (лат. Eudyptes chrysolophus) — вид из рода хохлатых пингвинов.

## Таксономия
Название «золотоволосый пингвин» принято в русскоязычной научной литературе. В английском языке используется название Macaroni Penguin (пингвин-франт). Название произошло от макарони (англ.) — английских франтов XVIII века, носивших на голове необычную причёску. В переводах на русский язык этих пингвинов нередко называют «пингвин Макарони» (с заглавной буквы), возможно, считая, что «Макарони» — фамилия учёного или географическое название, по аналогии с пингвинами Маккуори.

## Описание
Внешний вид золотоволосого пингвина схож с Eudyptes schlegeli, ранее их объединяли в один вид с делением на два подвида. Однако сегодня считается, что это два разных вида. Имея, как это свойственно всем пингвинам, темную спинную сторону с почти чёрной головой и белое брюхо, отличаются наличием над глазами пучков золотисто-желтых перьев, образующих хохол. Длина туловища золотоволосых пингвинов 65-76 см при массе чуть более 5 кг.

## Распространение
В отличие от пингвинов Маккуори, размножающихся лишь на одноимённом острове, золотоволосые пингвины широко распространены колониями по всей южной части Атлантического и Индийского океанов. Также золотоволосые пингвины встречаются и на севере Антарктического полуострова, и на Огненной земле. Гнездятся золотоволосые пингвины на Южной Георгии, Южных Шетландских, Южных Оркнейских, Южных Сандвичевых и некоторых других субантарктических островах. Всего известно более 200 мест размножения. Колонии их весьма многочисленны — до 600 тысяч гнездящихся особей.

## Поведение
Гнездятся золотоволосые пингвины на земле, устраивая очень примитивные гнезда. Откладывается 2 яйца, второе через четыре дня после первого. Оба яйца оплодотворены, но первое всегда мельче, чем второе, и обычно птица его не насиживает. Длительность насиживания 35 дней, с характерными для пингвинов сменами родителей. Взрослые птицы воспитывают птенцов примерно две-три недели, после этого образуются «детские ясли», затем следует линька и уход в море примерно в конце января. Данный вид считается самым распространённым среди пингвинов, численность по разным оценкам — от 17 до 20 миллионов особей.

## Интересные факты
- Золотоволосый пингвин изображён на флаге и гербе британской заморской территории Южная Георгия и Южные Сандвичевы Острова.